# 石川高信
石川高信，出生於1495年（明應4年），卒年則有多說（1571年or1581年），是日本戰國時代的陸奧國武將。兒子是被喻為南部氏中興之祖的第26代當主南部信直。

## 生涯
1495年，誕生於三戶城，父親是南部家第22代當主南部政康，高信為其次男。
依盛岡藩的古文書記載，高信是智勇兼備的名將，受到兄長南部安信絕大的信任，以石川城為根據地來治理關於津輕地方的事務。後來到了安信的繼承者南部晴政的時期，信任依舊不變，照樣受到重用，來輔佐當時尚為年輕的晴政。
1569年，安東愛季率兵侵攻南部領地的鹿角郡，不過被高信所擊退。1572年，津輕地方起了大規模的反亂，高信進行鎮壓而立下大功。而在高信去世後，南部氏對津輕地方的控制力就大幅減弱，最後遭到津輕為信所篡奪。

## 歿年
高信的歿年目前有兩種說法，一是民間記錄的『永祿日記』所說，早於1571年時就遭到津輕為信奇襲，於石川城內自殺。二是三戶南部氏他們自己的紀錄，於1581年時去世。